# Polskie Stronnictwo Ludowe (wilanowskie)
Polskie Stronnictwo Ludowe tzw. wilanowskie – polska partia polityczna istniejąca w latach 1989–1990.

## Historia
Pod koniec lat 80. prałat Bogusław Bijak, który od lat współpracował z ruchem ludowym, a ponadto w 1986 został przez prymasa Józefa Glempa mianowany asystentem kościelnym ruchu ludowego, prowadził starania na rzecz reaktywacji Polskiego Stronnictwa Ludowego i jedności całego ruchu ludowego w duchu Stanisława Mikołajczyka. Współpracując z generałem Franciszkiem Kamińskim, na jego prośbę został kapelanem Batalionów Chłopskich, a kościół w parafii św. Anny, gdzie był proboszczem, uczynił ich świątynią. W efekcie prowadzonych rozmów, w Wilanowie w dniu 15 sierpnia 1989 doszło do spotkania działaczy Polskiego Stronnictwa Ludowego z lat 1945–1949, żołnierzy Batalionów Chłopskich, przedstawicieli „Solidarności” Rolników Indywidualnych, Związku Młodzieży Wiejskiej oraz Ogólnopolskiego Społecznego Komitetu Odrodzenia Ludowego i podjęto decyzję o wznowieniu działalności Polskiego Stronnictwa Ludowego. Na honorowego przewodniczącego wybrano generała Kamińskiego oraz powołano 24-osobowy Tymczasowy Naczelny Komitet Wykonawczy. Wiadomość o reaktywowaniu PSL została ogłoszona na plebanii w Wilanowie.
11 listopada 1989 w Warszawie odbył się II kongres partii, w którym udział wzięło 1230 delegatów i zaproszeni goście. Na prezesa ponownie wybrano Franciszka Kamińskiego, a Hanna Chorążyna została przewodniczącą Rady Naczelnej.
5 maja 1990 odbył się Kongres Jedności Polskiego Stronnictwa Ludowego, na którym PSL wilanowskie połączyło się z Polskim Stronnictwem Ludowym „Odrodzenie” i częścią Polskiego Stronnictwa Ludowego „Solidarność”, tworząc jednolite Polskie Stronnictwo Ludowe. Uchwalono statut PSL i wyłoniono naczelne władze – Franciszek Kamiński został honorowym prezesem partii, a prezesem został dotychczasowy wiceprezes wilanowskiego PSL Roman Bartoszcze (w 1991 opuścił on ugrupowanie, tworząc Polskie Forum Ludowo-Chrześcijańskie „Ojcowizna”; Franciszek Kamiński zaś pozostał honorowym prezesem PSL do śmierci w 2000).